# آبل آقانبکیان
آبل گیوزویچ آقانبکیان (ارمنی: Աբել Գյոզի Աղանբեկյան؛ زادهٔ ۸ اکتبر ۱۹۳۲) یک اقتصاددان و استاد دانشگاه اهل شوروی-روسیه است.

## زندگی‌نامه
وی همچنین برندهٔ جوایزی همچون نشان الکساندر نوسکی نشان پرچم سرخ کار نشان لنین و نشان دوستی شده است.